# Chalinochromis
Chalinochromis là một chi cá hoàng đế nhỏ trong phân họ Pseudocrenilabrinae của họ cá hoàng đế. Chúng là các loài bản địa của Hồ Tanganyika ở Đông Phi. 

## Đặc điểm
Chúng có cấu trúc quai hàm đặc biệt cho phép tiêu thụ những động vật thân lỗ. Chi này gồm các loài có quan hệ gần gũi với các chi cá khác trong hu vực lân cận như Julidochromis. Qua xét nghiệm DNA thì chi cá này có quan hệ gần gũi với J. dickfeldi, J. ornatus và J. transcriptus – thậm chí là có sự lai tạo tạp giao giữa các loài. Chalinochromis là chi cá phổ biến với các loài để nuôi làm cá cảnh với cách chăm sóc tương tự như Julidochromis.

## Các loài
Hiện hành chi này có 03 loài được mô tả dưới đây:
- Chalinochromis brichardi Poll, 1974
- Chalinochromis cyanophleps S. O. Kullander, Mi. Karlsson, Ma. Karlsson & Norén, 2014[3]
- Chalinochromis popelini Brichard, 1989

Có hai loài được đề xuất nằm trong chi này:
- Chalinochromis sp. "bifrenatus"
- Chalinochromis sp. "ndobhoi"